# Episodi di The Philco Television Playhouse (quinta stagione)
La quinta stagione della serie televisiva The Philco Television Playhouse è stata trasmessa in anteprima negli Stati Uniti d'America dalla NBC tra il 21 settembre 1952 e il 20 settembre 1953.
| nº | Titolo originale              | Titolo italiano | Prima TV USA      | Prima TV Italia |
| -- | ----------------------------- | --------------- | ----------------- | --------------- |
| 1  | The Thin Air                  |                 | 21 settembre 1952 |                 |
| 2  | The Black Sheep               |                 | 5 ottobre 1952    |                 |
| 3  | Uncertain Heritage            |                 | 19 ottobre 1952   |                 |
| 4  | The Winter of the Dog         |                 | 2 novembre 1952   |                 |
| 5  | Parole Chief                  |                 | 16 novembre 1952  |                 |
| 6  | The Gift                      |                 | 30 novembre 1952  |                 |
| 7  | Tempest of Tick Creek         |                 | 14 dicembre 1952  |                 |
| 8  | Magic Morning                 |                 | 28 dicembre 1952  |                 |
| 9  | Double Jeopardy               |                 | 4 gennaio 1953    |                 |
| 10 | Pride's Way                   |                 | 11 gennaio 1953   |                 |
| 11 | Two for One                   |                 | 18 gennaio 1953   |                 |
| 12 | Elegy                         |                 | 25 gennaio 1953   |                 |
| 13 | The Reluctant Citizen         |                 | 8 febbraio 1953   |                 |
| 14 | Mr. Pettengill Here           |                 | 15 febbraio 1953  |                 |
| 15 | Wings on My Feet              |                 | 22 febbraio 1953  |                 |
| 16 | The Trip to Bountiful         |                 | 1º marzo 1953     |                 |
| 17 | The Gesture                   |                 | 15 marzo 1953     |                 |
| 18 | The Velvet Mitten             |                 | 22 marzo 1953     |                 |
| 19 | A Young Lady of Property      |                 | 5 aprile 1953     |                 |
| 20 | The Recluse                   |                 | 19 aprile 1953    |                 |
| 21 | Printer's Measure             |                 | 26 aprile 1953    |                 |
| 22 | A Little Something in Reserve |                 | 10 maggio 1953    |                 |
| 23 | Marty                         |                 | 24 maggio 1953    |                 |
| 24 | The Way of an Eagle           |                 | 7 giugno 1953     |                 |
| 25 | Baby and Me                   |                 | 14 giugno 1953    |                 |
| 26 | Expectant Relations           |                 | 21 giugno 1953    |                 |
| 27 | The House in Athens           |                 | 5 luglio 1953     |                 |
| 28 | The Big Deal                  |                 | 19 luglio 1953    |                 |
| 30 | Ernie Barger is 50            |                 | 9 agosto 1953     |                 |
| 31 | The Rainmaker                 |                 | 16 agosto 1953    |                 |
| 32 | Othello                       |                 | 6 settembre 1953  |                 |
| 33 | Holiday Song                  |                 | 20 settembre 1953 |                 |